# Drossestraat
De Drossestraat is een woon- en winkelstraat in de Noord-Hollandse stad Haarlem. De straat loopt vanaf de Gedempte Oude Gracht naar het Hortusplein. Het ligt in het stadsdeel Centrum, in de wijk Oude Stad en in de buurt de Vijfhoek. Binnen de Vijfhoek ligt de straat in het begin 21e eeuw herontwikkelde Raakskwartier.
De straat begint bij de Gedempte Oude Gracht en ligt in het verlengde van de Jacobijnestraat, die naar de Koningstraat loopt. De straat loopt richting het westen, waar deze eindigt na het kruisen van het Hortusplein en de Jacobstraat eindigt bij de Zijlvest.

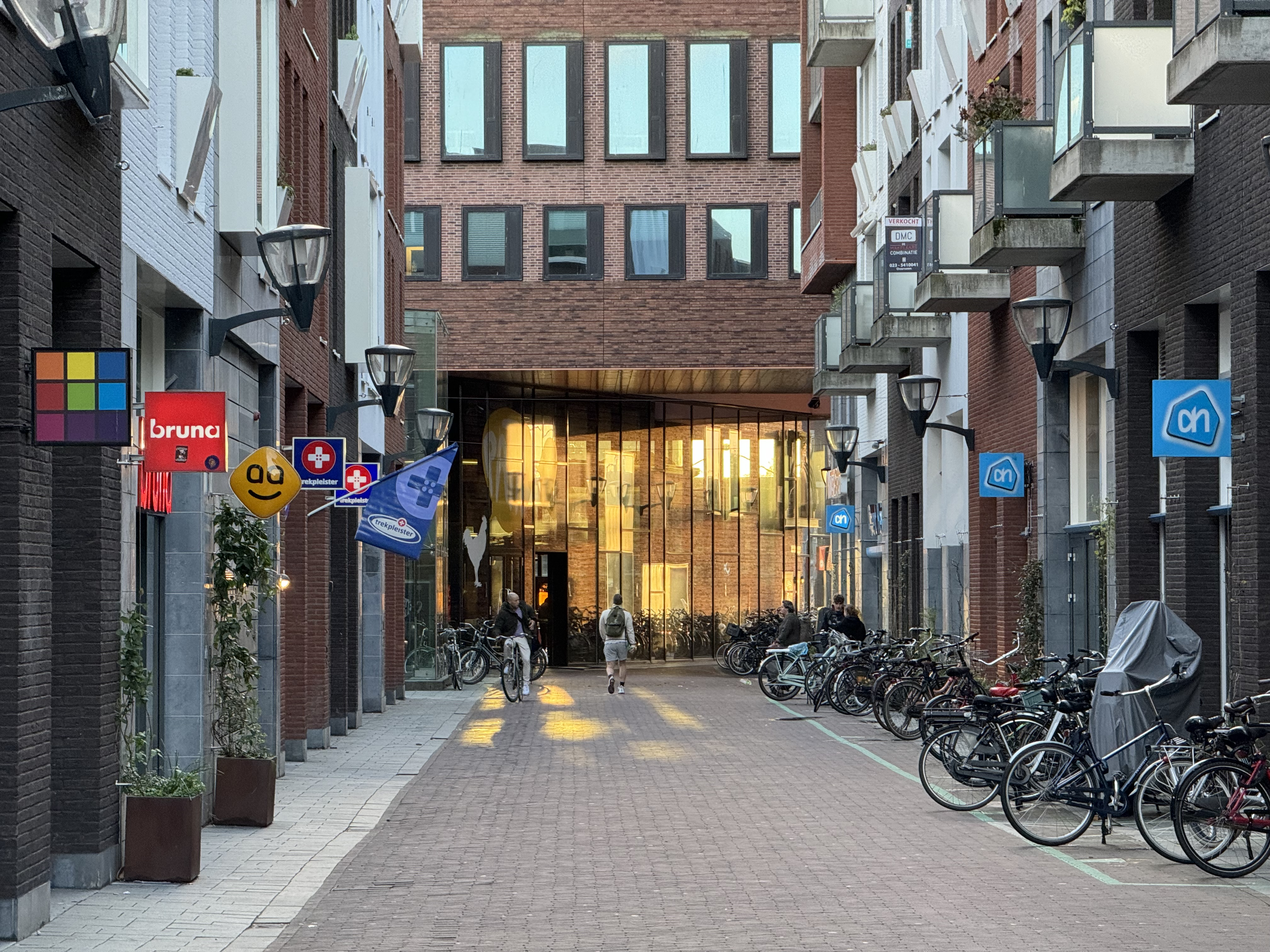
De Drossestraat sinds de herinrichting van 2011, anno 2024

Het Hortusplein vormt het hart van het Raakskwartier waar de straat dwars door heen loopt. De straat wordt verder doorsneden door het Achterlangs die de Gasthuisstraat met de Raaks verbindt. De Raaks en de Zuiderstraat lopen parallel aan de Drossestraat. Aan het einde van de straat loopt de straat onder een onderdoorgang van het Stadskantoor Raakspoort door.

## Naamgeving
Oudere benamingen van deze straat zijn Drossaertstraat en Drostenstraat. De oorsprong van deze naamgeving is niet geheel bekend. Mogelijk is de staat vernoemd naar drossaard of drost, een rechterlijk bestuursambtenaar. Er bestaat hier twijfel over omdat deze ambtelijke functie in de regio Kennemerland juist een baljuw werd genoemd. Een andere verklaring is dat de oorsprong van de straatnaam bij een familienaam ligt. Zo bevat een notariële akte van 1627 een codicil van de weduwe van Pieter de Drossate. De Drossate was een Vlaming, maar was destijds in Haarlem woonachtig. Een laatste verklaring, volgens een proefschrift van H.J. Laceulle-van de Kerk is dat de straat is vernoemd naar de landdrost Thielman Cornelisz. over zijn grond is deze straat aangelegd.